# بيل 400
بيل 400 مروحية بأربع شفرات طورت بواسطة شركة بيل للمروحيات في الثمانينات.